# Jagdschloss Fröhliche Wiederkunft

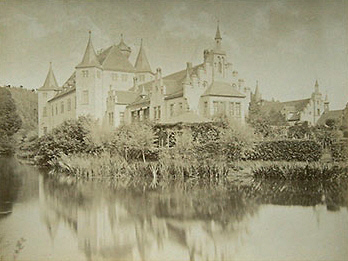
Das Jagdschloss vor 1870

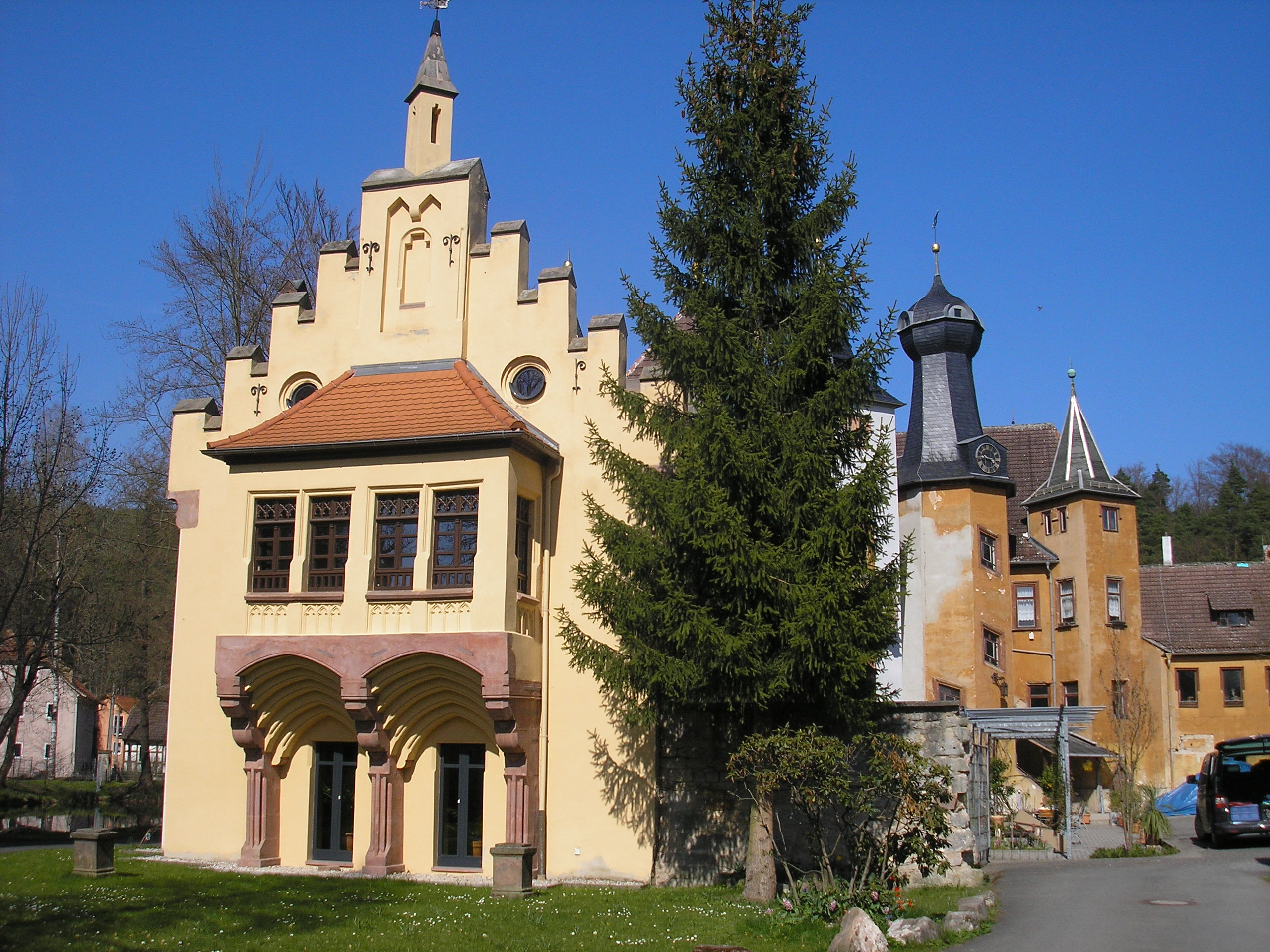
Ansicht von Westen (2010)

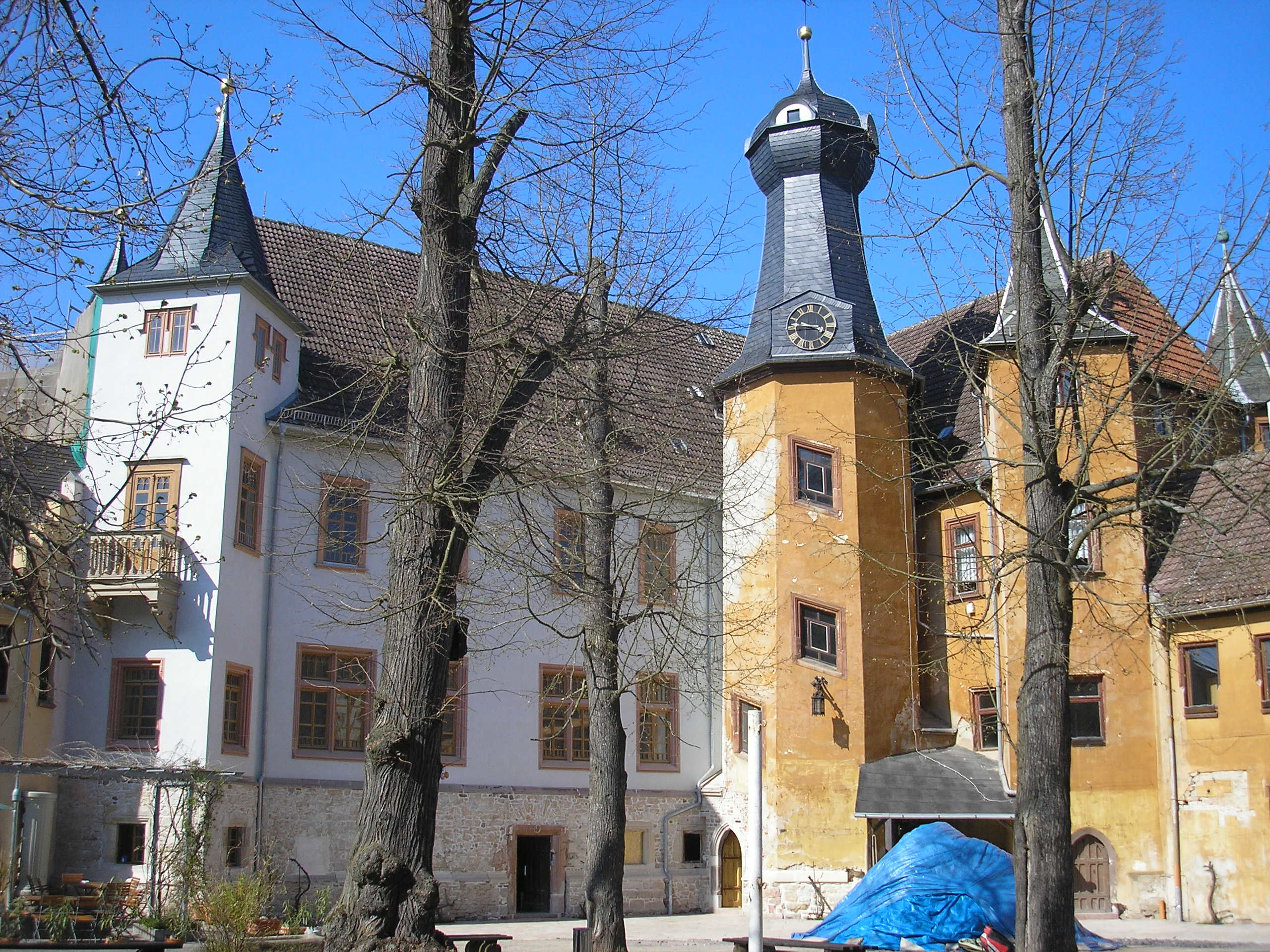
Blick vom Hof auf das Haupthaus (2010)

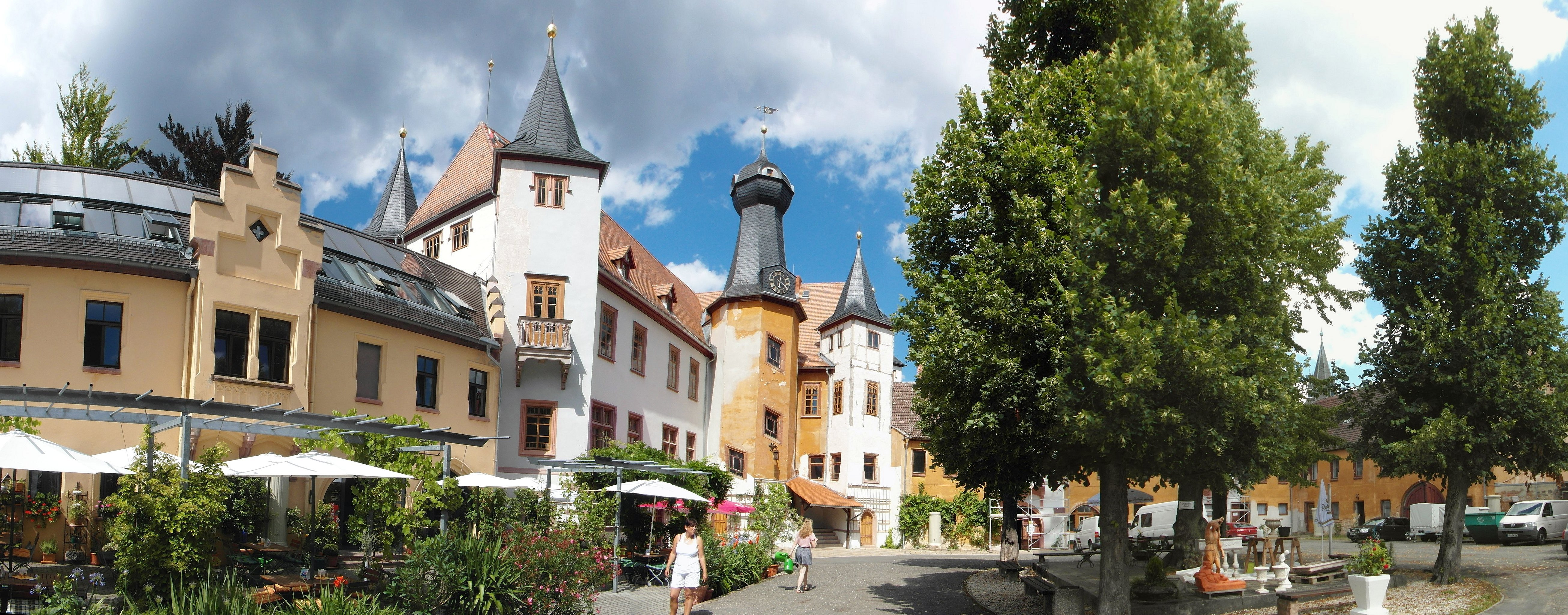
Innenhof und Restaurierungsarbeiten (2015)

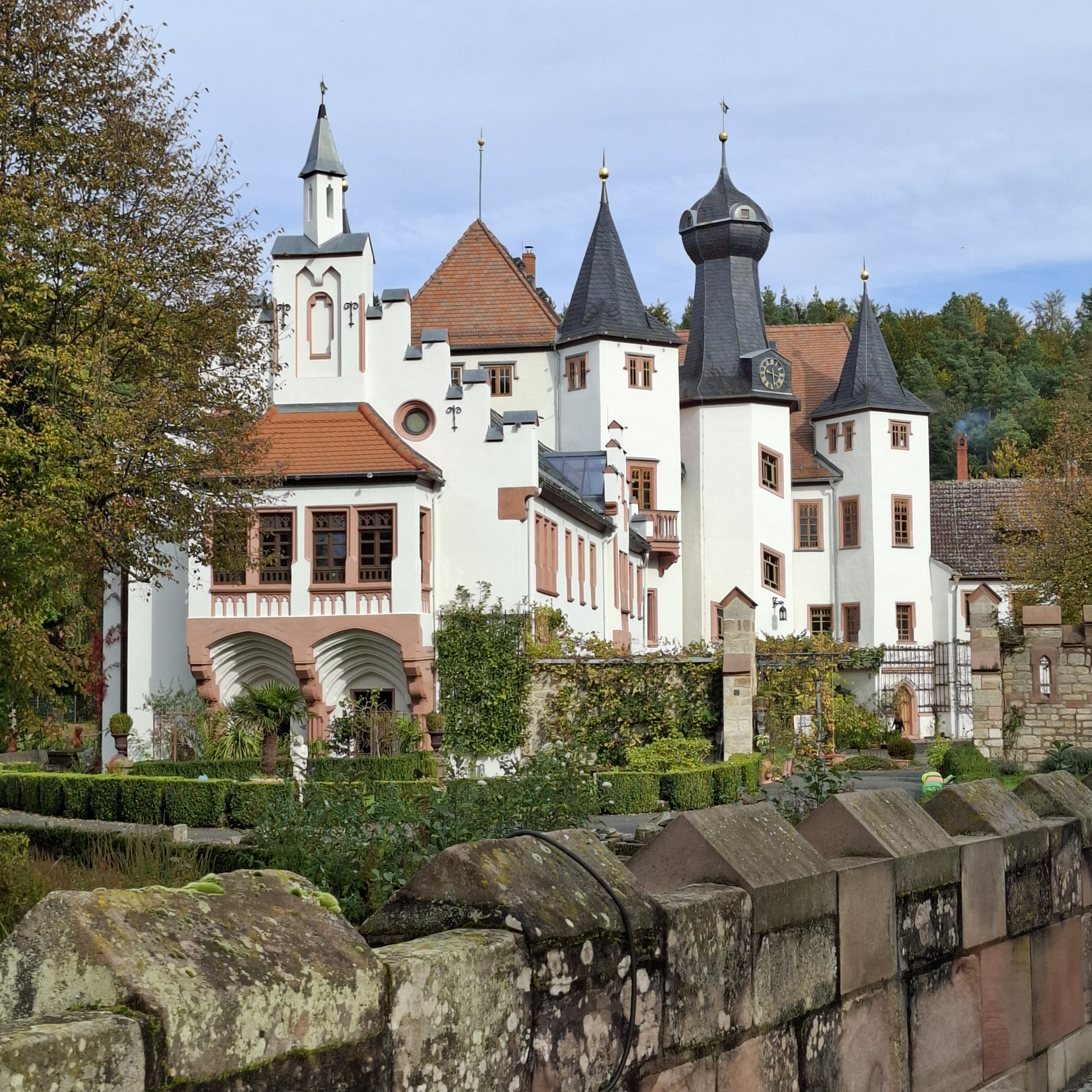
Stand der Renovierungen 2024

Das Jagdschloss Fröhliche Wiederkunft in Wolfersdorf bei Stadtroda in Thüringen ist ein 1548 bis 1550 von Nikolaus Gromann im Auftrag von Kurfürst Johann Friedrich dem Großmütigen erbautes ehemaliges Jagdschloss. Es steht auf einer Insel in einem kleinen See inmitten des Ortes.

## Geschichte
Bereits zu Beginn des 16. Jahrhunderts bestand in Trockenborn ein fürstliches Jagdhaus. Es wurde 1547 im Schmalkaldischen Krieg zerstört. Daraufhin beauftragte Kurfürst Johann Friedrich I. 1547 den Architekten Nikolaus Gromann mit dem Neubau eines Jagdschlosses im Nachbarort Wolfersdorf. Es wurde innerhalb von drei Jahren (1548–1550) als L-förmiger, zweigeschossiger Fachwerkbau auf steinernem Sockelgeschoss mit acht beheizbaren Stuben und elf Kammern fertiggestellt. Ein hölzerner Treppenturm erschloss die Obergeschosse. Dieses Gebäude ist heute noch weitgehend erhalten. Den Kernbau umgaben Wirtschaftsbauten, die im 19. Jahrhundert weitgehend erneuert und verändert wurden. 1552 wurde der Kurfürst aus der Gefangenschaft entlassen, traf sich am 24. September mit seiner Familie in Wolfersdorf und nannte das neue Schloss daher „Fröhliche Wiederkunft“. 
Im 16. und 17. Jahrhundert wurde es durch seine Nachfolger rege als Jagdschloss genutzt. Ab ca. 1650 verlagerten sich die Jagdgesellschaften nach Schloss Hummelshain. Die Fröhliche Wiederkunft wurde von der fürstlichen Jagdverwaltung genutzt und begann zu verfallen. 1858 bis 1865 wurde das Schloss im Auftrag des 1848 zurückgetretenen Herzog Joseph von Sachsen-Altenburg restauriert und im neogotischen Stil um- und ausgebaut. Vier großformatige Gemäldetafeln mit Szenen aus dem Leben von Kurfürst Johann Friedrich I. kamen in das Schloss.
1918 dankte Herzog Ernst II. von Sachsen-Altenburg ab und zog 1922 aus dem Schloss Altenburg in das Schloss Wolfersdorf. Unter anderem ließ er sich eine moderne Sternwarte einbauen, wobei ihn Kurd Kisshauer unterstützte. 1945/46 wurde das Schloss im Zuge der Bodenreform enteignet. Ernst II. erhielt aber von der sowjetischen Besatzungsmacht lebenslanges Wohnrecht im Schloss, lebte dort bis 1955 und starb als DDR-Bürger. 1955 wurde das Schloss in Volkseigentum überführt. Das Inventar wurde unter anderem auf die Leuchtenburg ausgelagert. Die vier Gemäldetafeln gelangten in das Berliner Zeughaus, das heutige Deutsche Historische Museum. Das Schloss wurde danach als Jugendwerkhof und ab 1990 als „Jugendlernhof“ genutzt. Die Bausubstanz litt erheblich.
1997 erfolgte die aufwendige Entschlammung des Teiches und die Bergung von Munition von seinem Grund. 2007 wurde das Schloss an einen gebürtigen Jenaer verkauft, und es begann eine umfangreiche Restaurierung  der teilweise einsturzgefährdeten Gebäudeteile. Ziel des Eigentümers und einer gegründeten „Schloss Wolfersdorf Verwaltungsgesellschaft mbH“ ist es, das Schloss als kulturelles und historisches Gut der Öffentlichkeit wieder zugänglich zu machen. Das Vorhaben mit Unterstützung des Freistaats Thüringen und der Deutschen Stiftung Denkmalschutz zeigte 2013 deutliche Fortschritte. Unter anderem konnte ein Café im Erdgeschoss mit Außenbetrieb  eröffnet werden. Das Schloss ist mit Führung zu besichtigen. 2012 wurde das Schloss von 35.000 Gästen  besucht.